# Bad Steben
Bad Steben is een gemeente in de Duitse deelstaat Beieren, en maakt deel uit van het Landkreis Hof.
Bad Steben telt 3.401 inwoners
Bad Steben is een kuuroord. Het is sedert april 1952 een vlek, in Beieren als Markt aangeduid.

## Indeling van de gemeente
De gemeente Bad Steben heeft 21 Gemeindeteile:
- Bad Steben, hoofdplaats en zetel van het gemeentebestuur; hier woont ruim de helft van alle inwoners van de gemeente
- Het kerkdorp (Kirchdorf) Bobengrün
- De 7 dorpen zonder eigen kerkgebouw (Dörfer) Carlsgrün, Christusgrün, Gerlas, Horwagen[2], Lochau, Obersteben en Thierbach
- De 4 gehuchten (Weiler) Dürrnberg, Fichten, Schafhof en Zeitelwaidt (untere)
- De 8 Einöden[3] Erlaburg, Krötenmühle, Mordlau, Oberzeitelwaidt, Schleeknock, Schöne Aussicht, Thierbacherhammer en Thierbachermühle.

### Bijzonderheden over enkeleOrtsteilevan Bad Steben

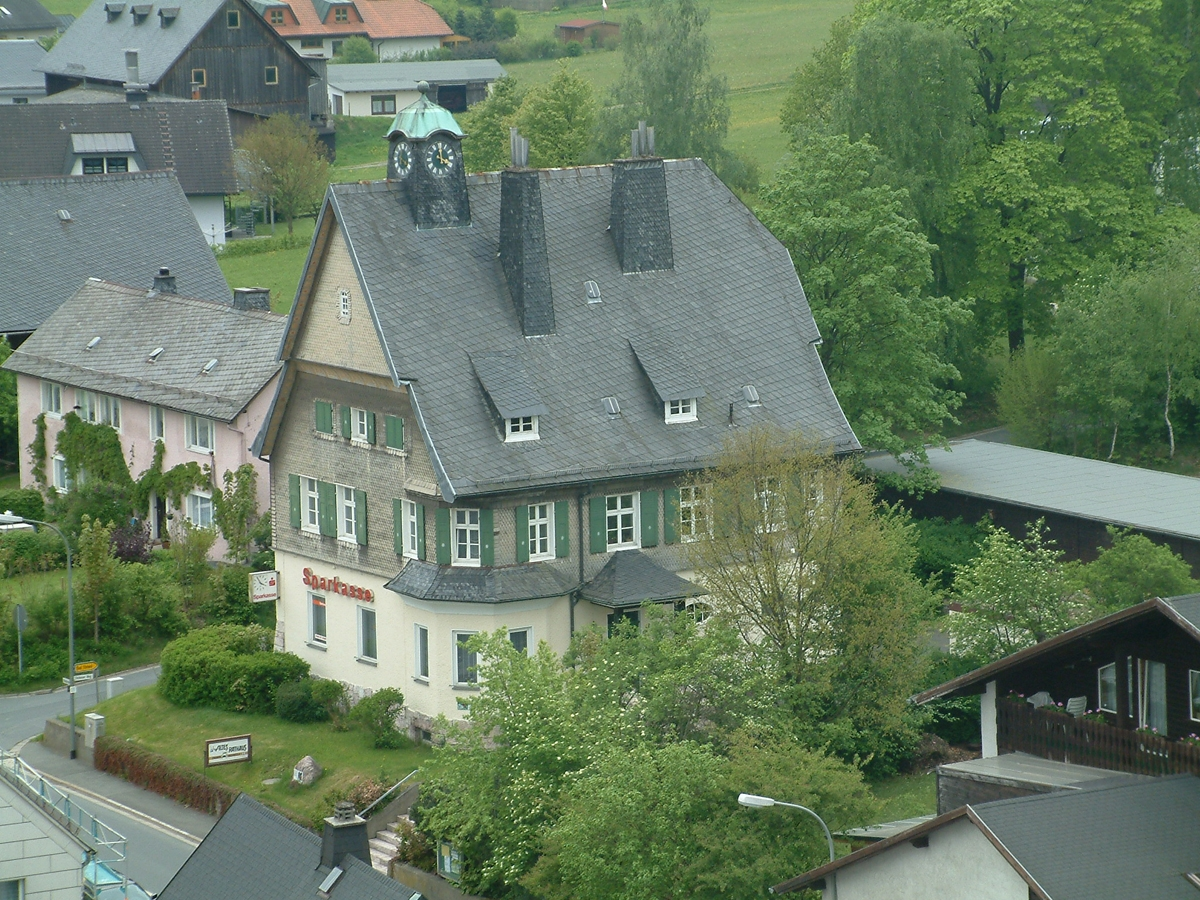
Monumenteel gebouw in Bobengrün, voorheen gemeentehuis en school, thans o.a. een bankkantoor
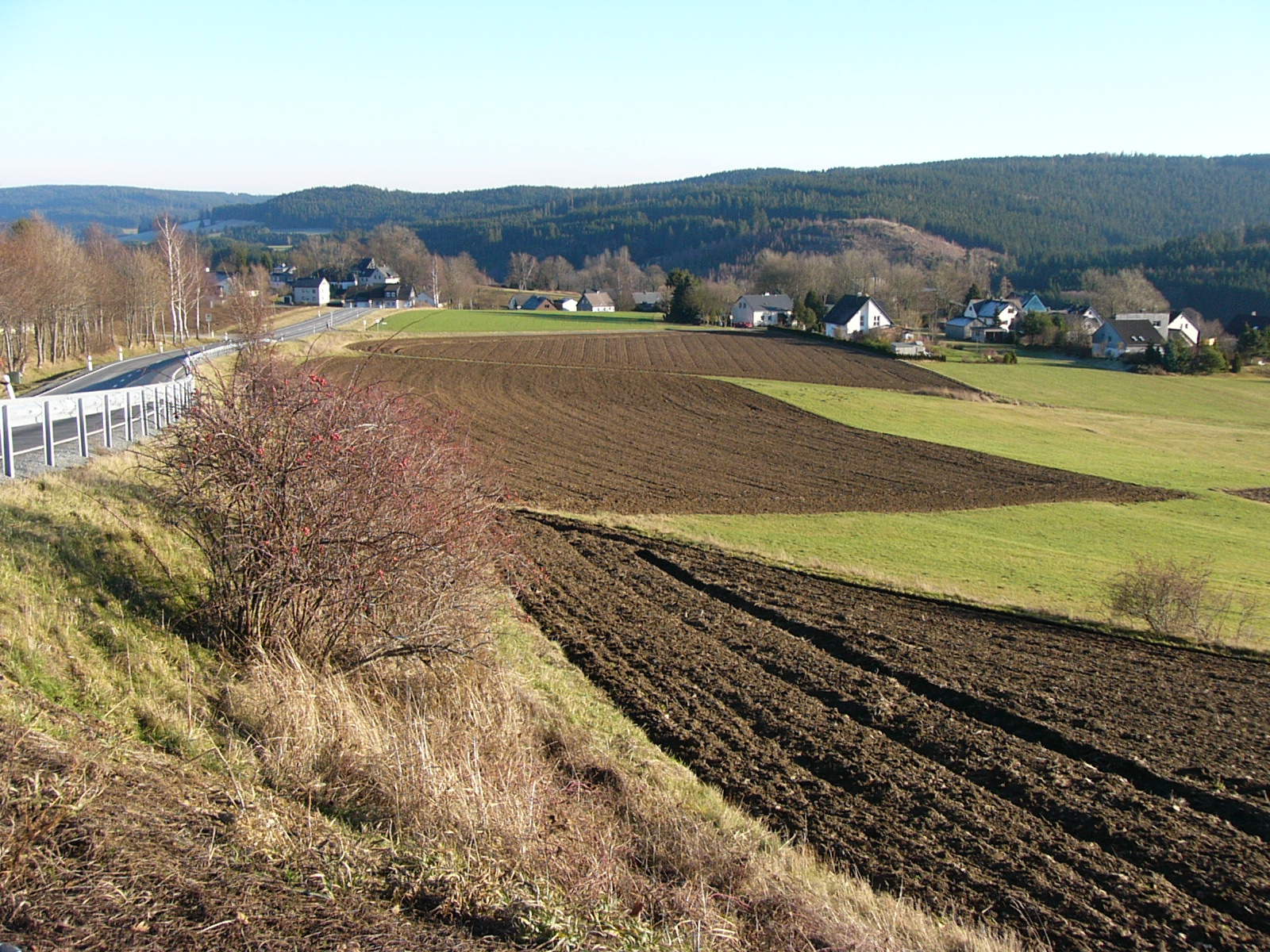
Gezicht op Thierbach

- Carlsgrün ligt 2 km ten noordwesten van Bad Steben. Het heeft bijna 300 inwoners. Het is een van de vele plaatsjes, waarvan de naam op -grün eindigt. De benaming dateert uit de late middeleeuwen. Ze verwijst naar het op een andere manier groen, voor de mens vruchtbaar, maken van het terrein, en wel door bos te rooien en boerenland aan te leggen.
- Bobengrün ligt 3 km ten zuiden van Bad Steben. Het had in 2013 bijna 500 inwoners. Direct ten zuidwesten ervan ligt het kleine wegdorpje Horwagen.
- Obersteben, met ruim 300 inwoners, is in feite het westelijk gedeelte van Bad Steben, dat in het verre verleden Untersteben heeft geheten.
- Thierbach ligt 2 km ten zuidoosten van Bad Steben en 2 km ten westen van Marxgrün, gemeente Naila. Het dorp heeft bijna 200 inwoners. Bij Thierbach stond vanaf de 15e eeuw tot 1727 een kasteel, waarvan alleen enkele schamele restanten bewaard zijn gebleven. De rondom het kasteel liggende, en vroeger deel van het landgoed uitmakende boerderijen staan er nog wel, en zijn onder monumentenzorg geplaatst.

De vier hierboven vermelde dorpen zijn de enige plaatsjes buiten Bad Steben zelf, die meer dan 100 inwoners hebben.

## Geografie en verkeer

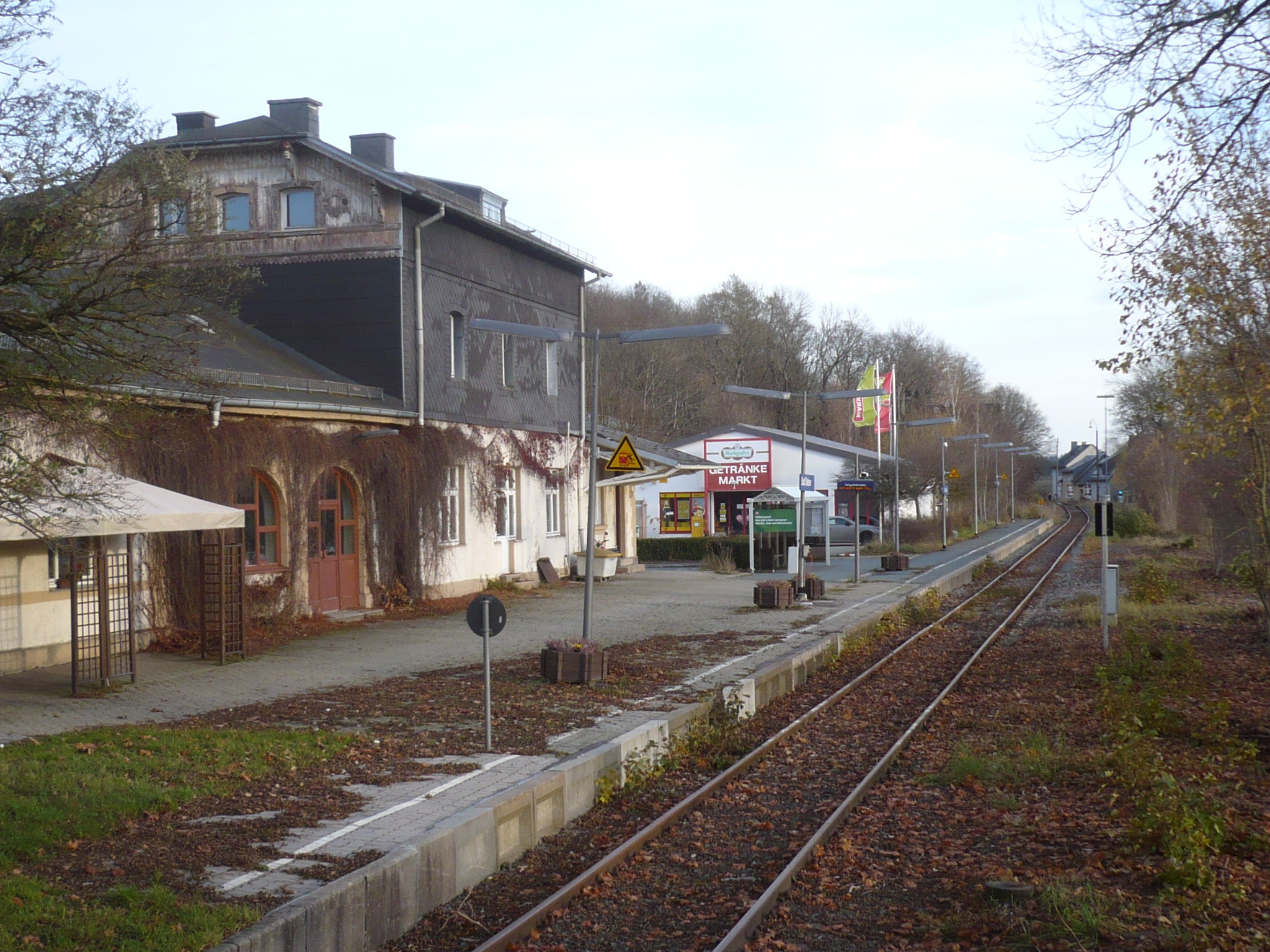
Station Bad Steben

De gemeente ligt direct ten zuiden van de grens met de deelstaat Thüringen. Het ligt in het Beierse middelgebergte Frankenwald.

### Naburige gemeentes
- In het noorden: Rosenthal am Rennsteig in Thüringen
- In het westen: Geroldsgrün
- In het zuidwesten: Schwarzenbach am Wald en het gelijknamige gemeentevrij gebied, en verderop Kronach op circa 40 km van Bad Steben
- In het zuiden en oosten: Naila, en verderop Hof op circa 30 km van Bad Steben
- In het noordoosten en oosten: Lichtenberg.

### Verkeer
Door de gemeente lopen alleen kleinere verkeerswegen. De dichtstbijzijnde autosnelweg is de Autobahn A9. Afrit 31 van deze Autobahn bij Berg bevindt zich ongeveer 16 km ten oosten van Bad Steben. De zuidoostelijke buurgemeente Naila ligt aan de Bundesstraße 173.
Van Bad Steben loopt een klein spoorlijntje via Station Marxgrün en Naila naar Hof Hauptbahnhof in de stad Hof (Beieren). Ieder uur rijdt een stoptrein in beide richtingen hier overheen.

## Economie
Bad Steben bestaat vooral van het kuurbedrijf. Er is een in 2004 nieuw gebouwd thermaalbad met sauna en andere wellnessinrichtingen, ook voor hydrotherapie, aanwezig; dit draagt de naam Therme Bad Steben. De plaats bezit ook de voor een klassiek Duits kuuroord aanwezige voorzieningen als een kurhaus, een kuurpark en een casino, waar men o.a. de kansspelen poker, blackjack en roulette kan beoefenen. Ook zijn er enkele voorname hotels aanwezig. Belangrijker voor de werkgelegenheid zijn de drie ziekenhuizen en de twee revalidatiecentra in Bad Steben. Eén van de ziekenhuizen is naar de wetenschapper Alexander von Humboldt genoemd, wiens onderzoeking naar de minerale bronnen te Steben mede heeft geleid tot het ontstaan van de kuurfaciliteiten. De bronnen bevatten een geringe hoeveelheid radon, wat de letter R in het gemeentewapen verklaart.
Van economische betekenis is verder de Luitpold Apotheke, een online-verzendhuis voor medicijnen, al dan niet op doktersrecept en producten, die in Nederland bij een drogisterij worden verkocht. Het bedrijf heeft 200 personeelsleden. 
In een kleine fabriek te Bad Steben worden de gitaarversterkers van het merk Diezel met de hand gemaakt. Nogal wat gitaristen in het muziekgenre heavy metal gebruiken deze producten.

## Geschiedenis
In 1374 komt een dorp zu den Steben, bij de stokken, voor het eerst in een document voor. Het lag op de grens van het Amt Lichtenberg in het zogenaamde Oberland van het Vorstendom Bayreuth, en later (mede) in de Frankische Kreits. Vanaf 1792 lag de gemeente, enige tijd in Pruisen. Pas na de Napoleontische tijd ging Steben tot het Koninkrijk Beieren behoren, en verwierf in 1832 het predicaat Königlich Bayerisches Staatsbad.
De gemeente heeft sinds de Reformatie in de jaren dertig van de 16e eeuw een sterk evangelisch-luthers karakter. Veel christenen in de gemeente gaan nog steeds iedere zondag trouw ter kerke.
Tot en met de 18e eeuw was (Unter-)steben vooral een dorp met kleinschalige mijnbouw van uiteenlopende delfstoffen. De minerale bronnen waren al wel bekend, maar werden nog weinig gebruikt. 

In 1792 en 1793 heeft de beroemde wetenschapper Alexander von Humboldt enige tijd in Steben verbleven. Hij moest er in Pruisische overheidsdienst, in opdracht van Karl August von Hardenberg, de regionale mijnbouw onderzoeken en moderniseren. Het huis, waar hij verbleef, draagt nog steeds zijn naam.
Tussen 1887 en 1898 werd de spoorlijn Bad Steben - Hof aangelegd. Van 1886 tot 1912 werd Beieren geregeerd door prins-regent Luitpold. Deze heeft veel betekend voor de ontwikkeling van Steben als kuuroord. In 1925 kreeg de gemeente toestemming, het woordje Bad vóór de plaatsnaam Steben te zetten.
In de gemeente bevindt zich een massagraf met gedenkteken voor circa 20 hier, ten tijde van het Derde Rijk omgekomen slachtoffers van dodenmarsen. Tegen het einde van de Tweede Wereldoorlog werden vaak al uitgeputte gevangenen uit dwangarbeiders- en concentratiekampen door soms sadistische SS-ers gedwongen, van het ene, door de oprukkende geallieerde troepen  bedreigde, kamp naar het andere te lopen. Wie niet meer mee kon komen, werd mishandeld of wreed vermoord. Op 14 april 1945 werd Bad Steben zonder gevechtshandelingen door Amerikaanse troepen bezet.
Tussen 1971 en 1978 werden, in het kader van een gemeentelijke herindeling, verscheidene kleine gemeenten bij Bad Steben gevoegd.
In 1988 kwam met Reinickendorf (district), een stadsdeel van Berlijn, een jumelage tot stand.

### Horwagener marmer

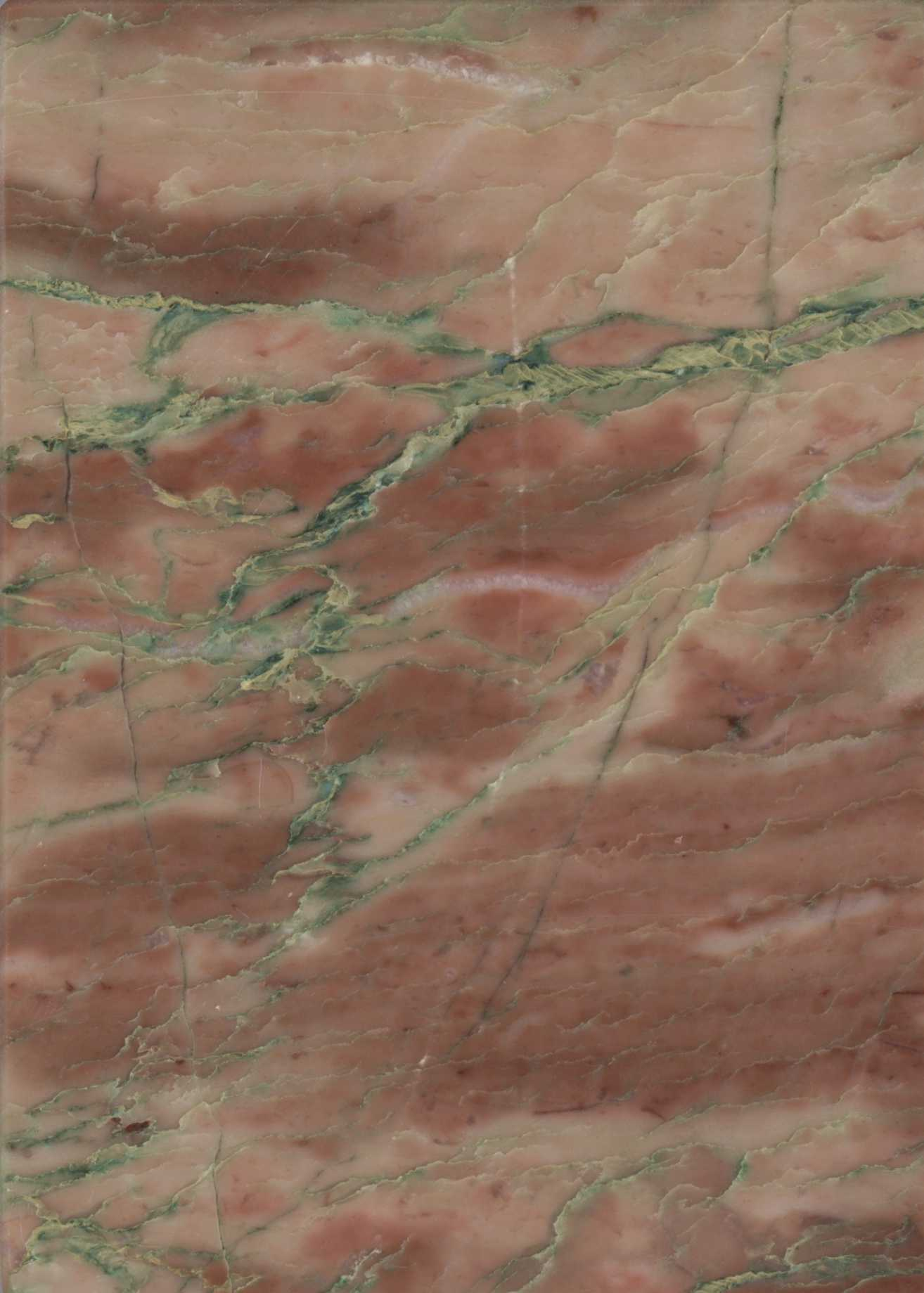
Horwagener of Marxgrüner marmer
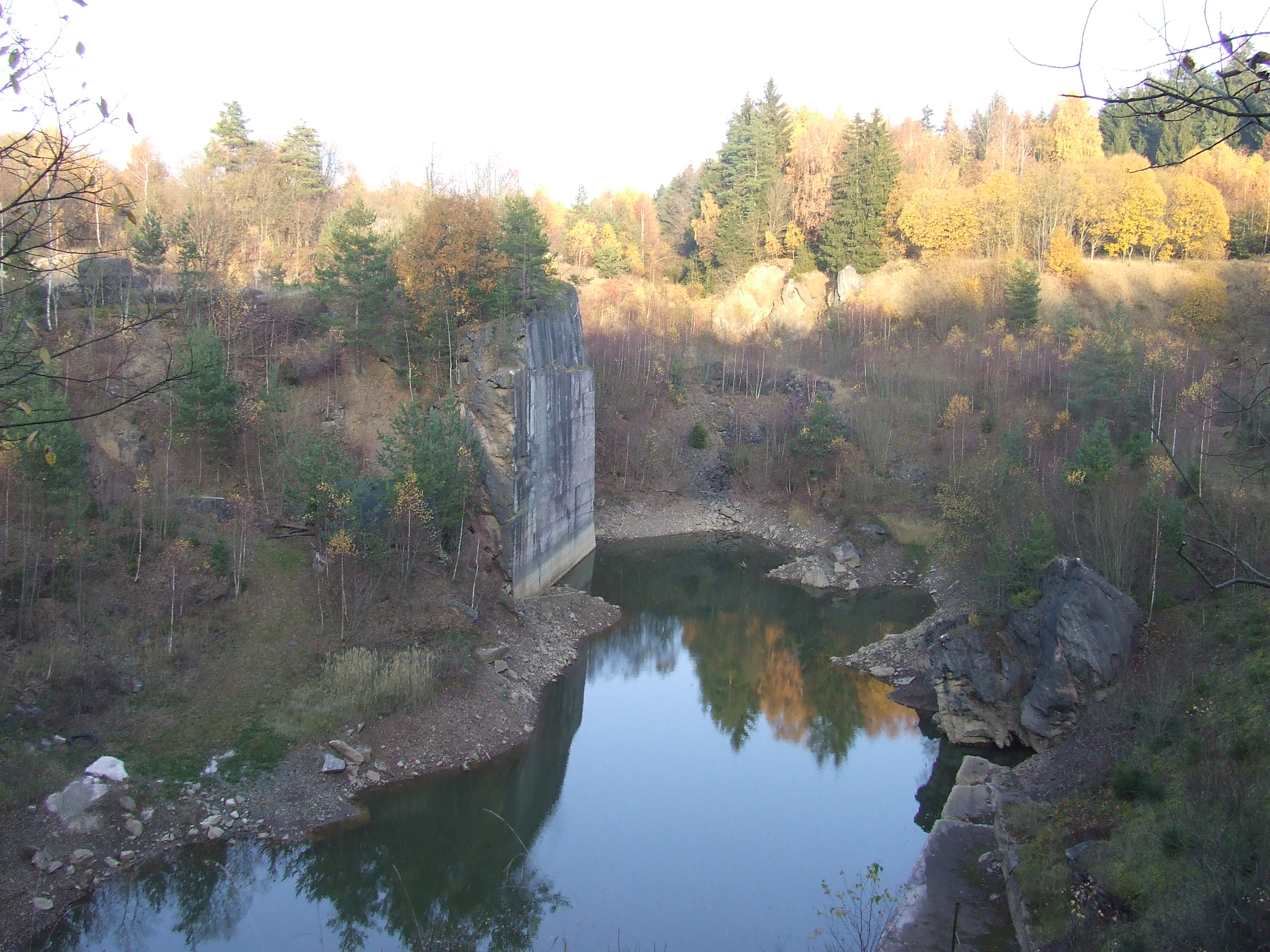
Voormalige marmergroeve in Horwagen (2011)

Het dorpje Marxgrün, gemeente Naila, 4 km ten noordoosten van Horwagen, werd vanaf het begin van de 19e eeuw bekend vanwege de marmergroeve. Omdat dit marmer tientallen jaren lang per trein vanuit station Marxgrün, eveneens gelegen in de gemeente Naila, verder werd vervoerd, wordt het fraaie, rood-groen dooraderde gesteente zowel Marxgrüner Marmor als Horwagener Marmor genoemd. Grootschalige winning van dit gesteente vindt niet meer plaats; de groeve, één kilometer ten zuiden van Horwagen, in bosachtig terrein, staat gedeeltelijk onder water, en er loopt een wandelpad met informatiepaneel langs de voormalige groeve. Overigens is het gesteente, dat circa 370 miljoen jaar oud is, geen marmer maar een iets ander soort kalksteen.

## Bezienswaardigheden, toerisme, evenementen
De plaats wordt vooral bezocht door mensen, die genezing of revalidatie zoeken in een kuuroord.
Daarnaast zijn er, door de fraaie ligging in het geaccidenteerde Frankenwald en dichtbij het Ertsgebergte tal van mogelijkheden voor lange wandel- en fietstochten.
Onder het motto "Ein Treffen im Wald unter Gottes Wort" vindt jaarlijks met Pinksteren een christelijk opwekkingsfestival plaats, met o.a. muziek, samenzang, gebed e.d.; het gaat uit van een CVJM (de Duitse YMCA) geheten organisatie. Het trekt naar schatting 10.000 bezoekers per jaar. De locatie is in het dal van de Froschbach ten zuiden van het dorp Bobengrün.
Het museum voor grafische kunst (etsen, prenten, litho's enz.) Grafik-Museum "Stiftung Schreiner" bevindt zich in het in 1911 gebouwde Kurhaus van Bad Steben, en ten dele in een aangrenzend gebouw.
Op het adres Badstraße 21, Bad Steben, is een klein, particulier museum van etnografica uit Afrika gevestigd.

## Afbeeldingen

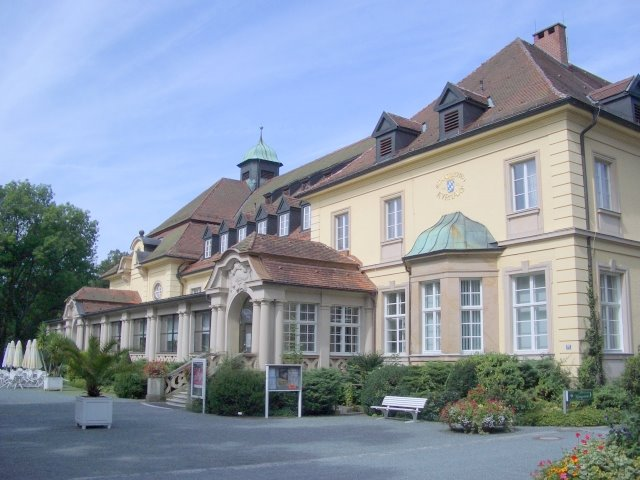
Het in 1911 gebouwde Kurhaus
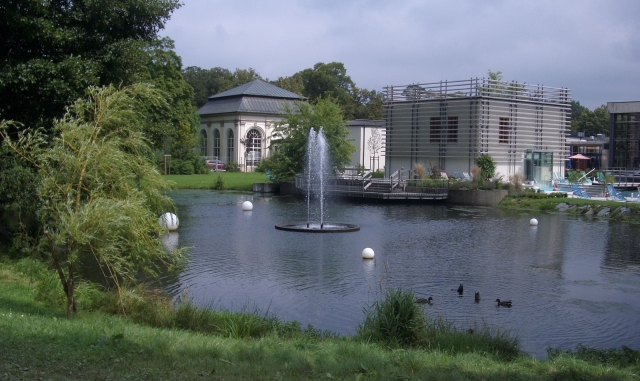
De Therme Bad Steben
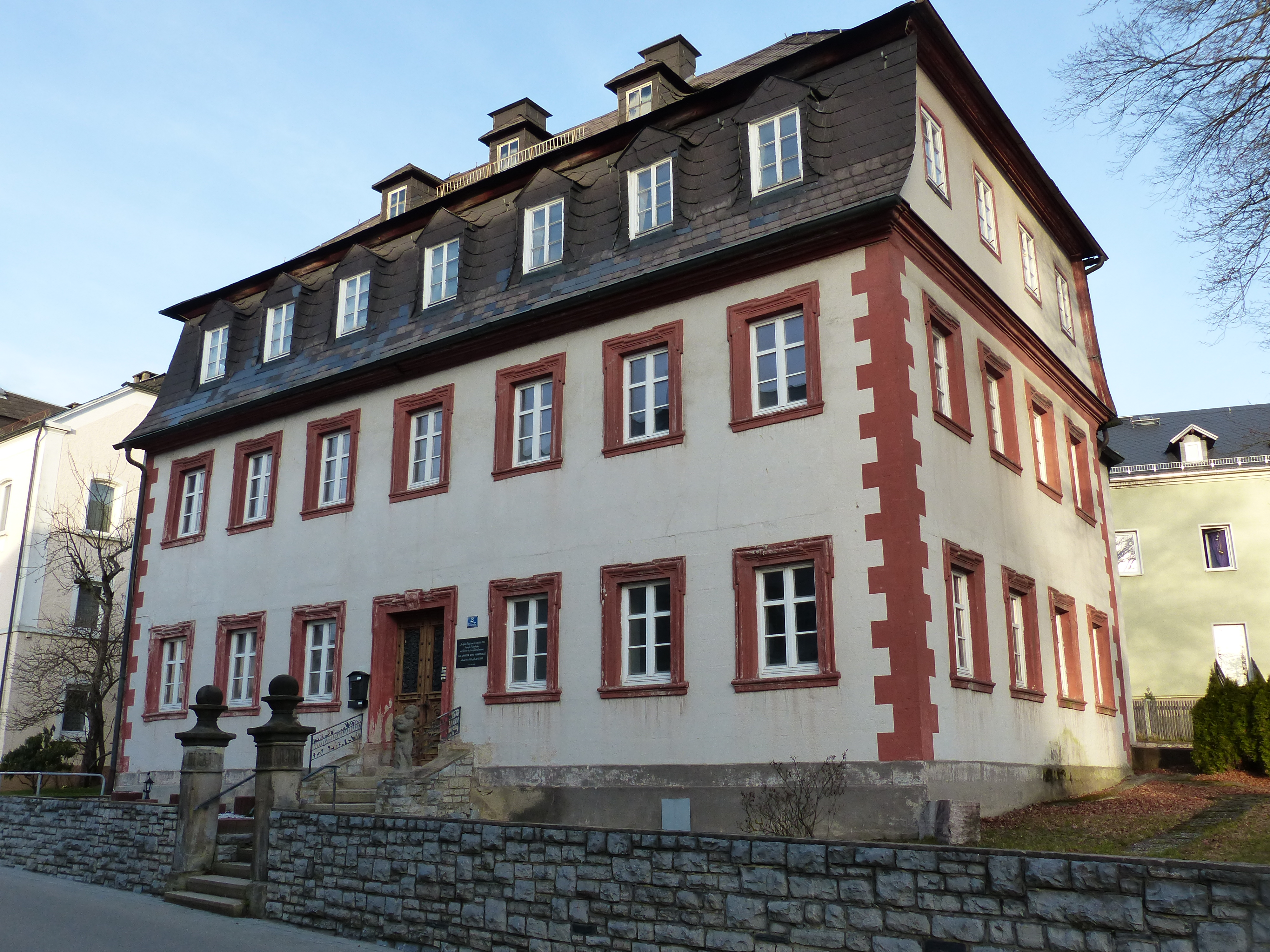
Humboldthuis, tegenwoordig particulier bewoond
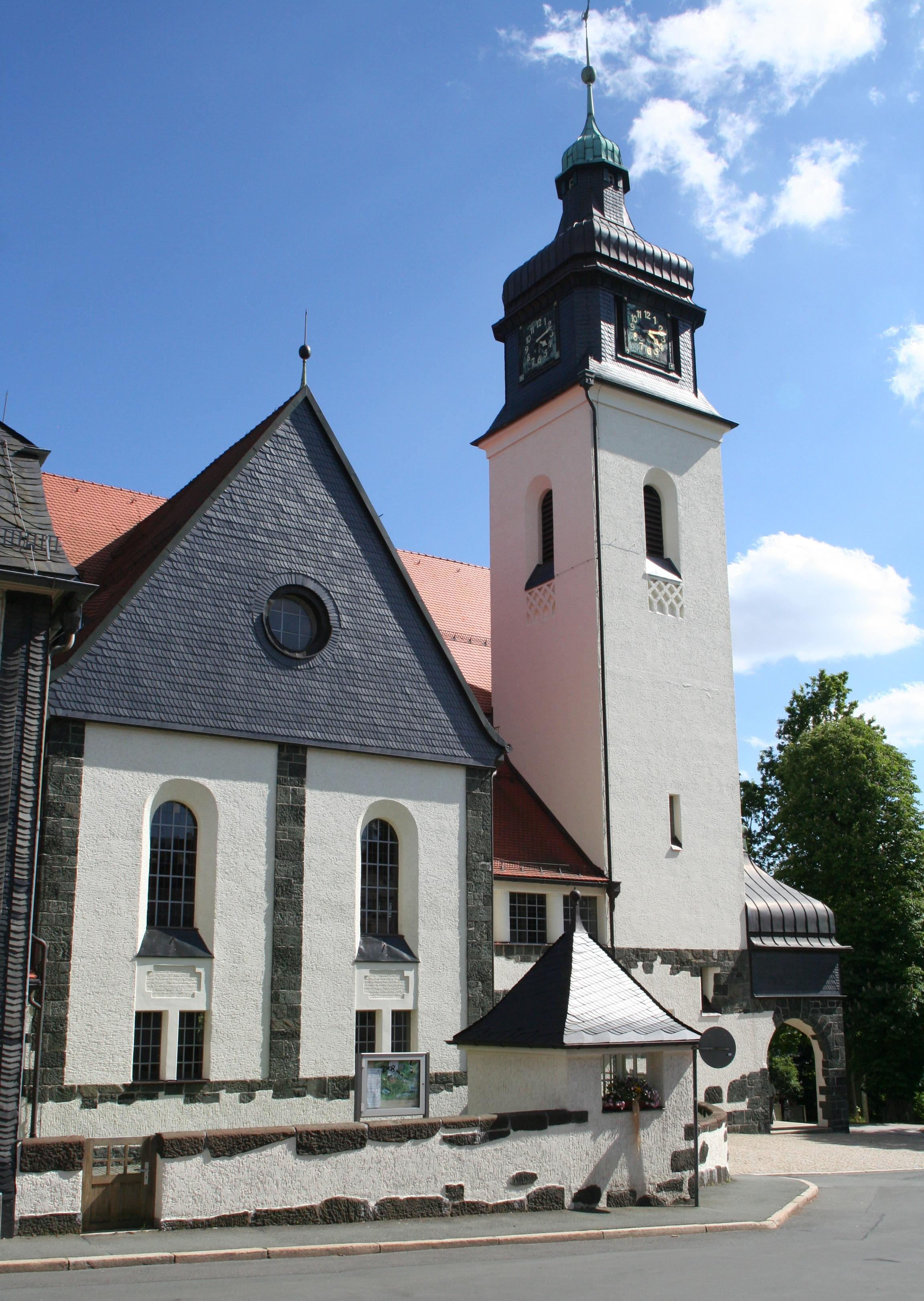
Lutherkerk (1910) te Bad Steben
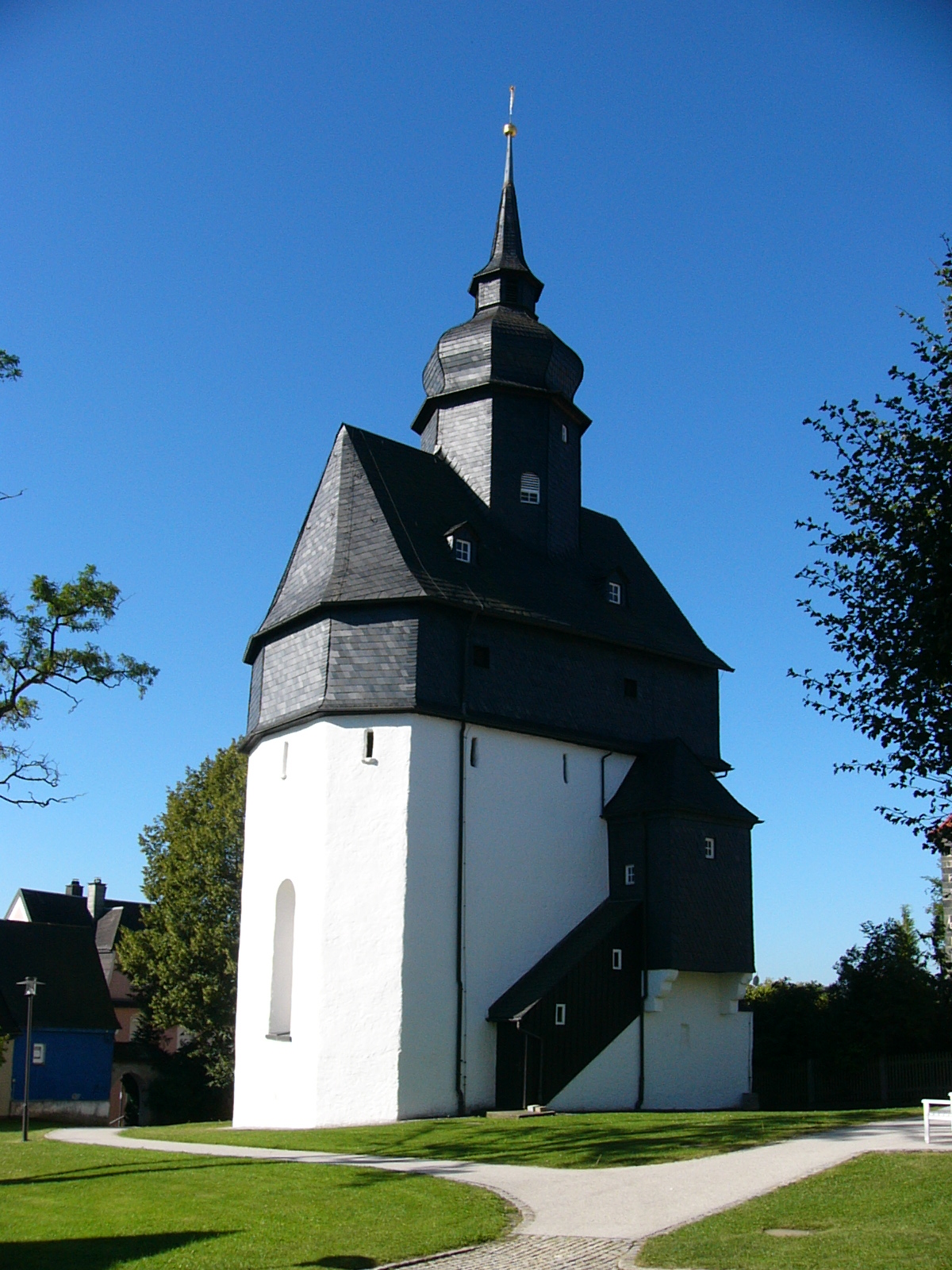
Restant van de weerkerk St. Walburgis, naast de Lutherkerk
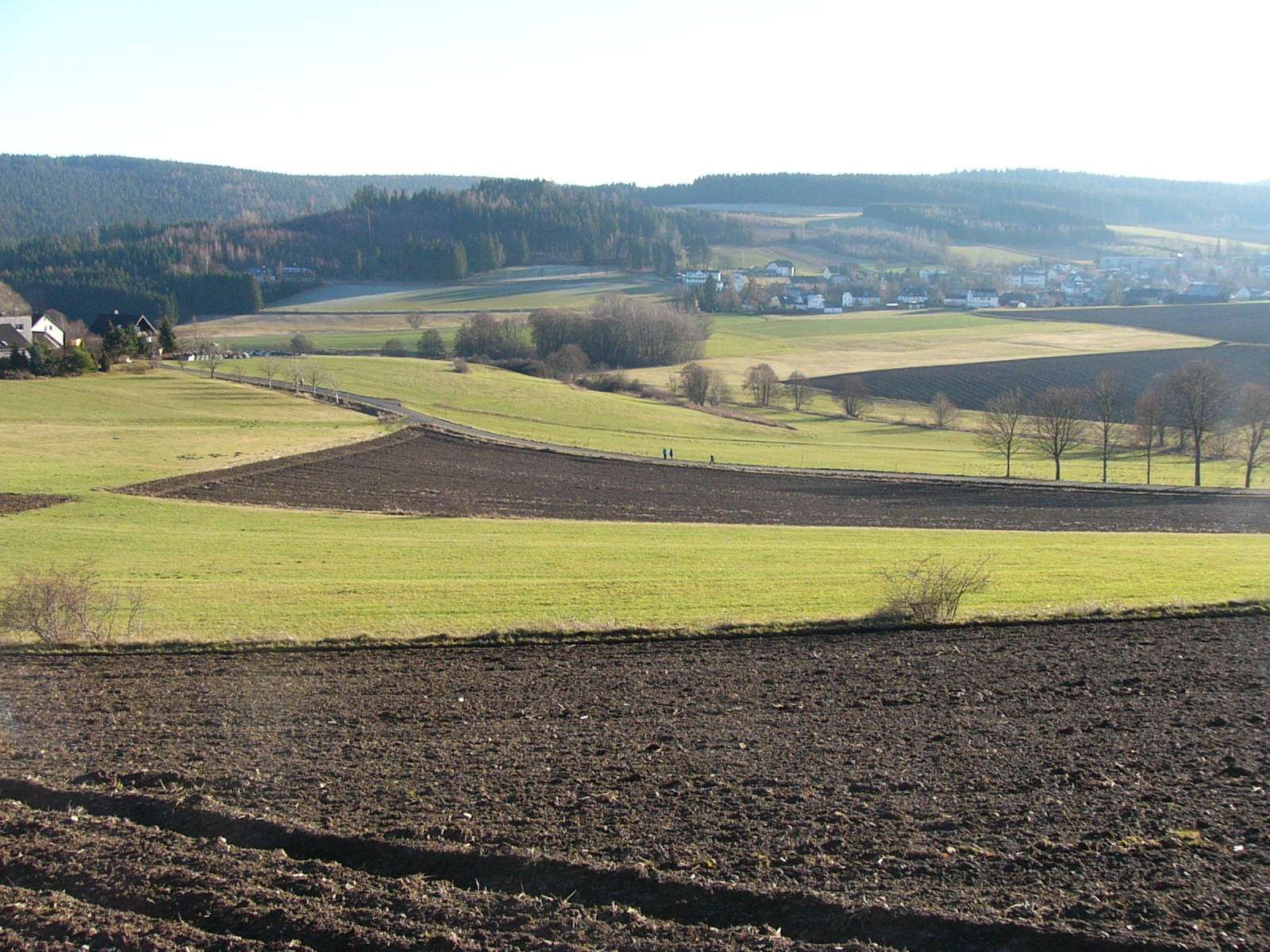
Dal van de Froschbach bij Thierbach
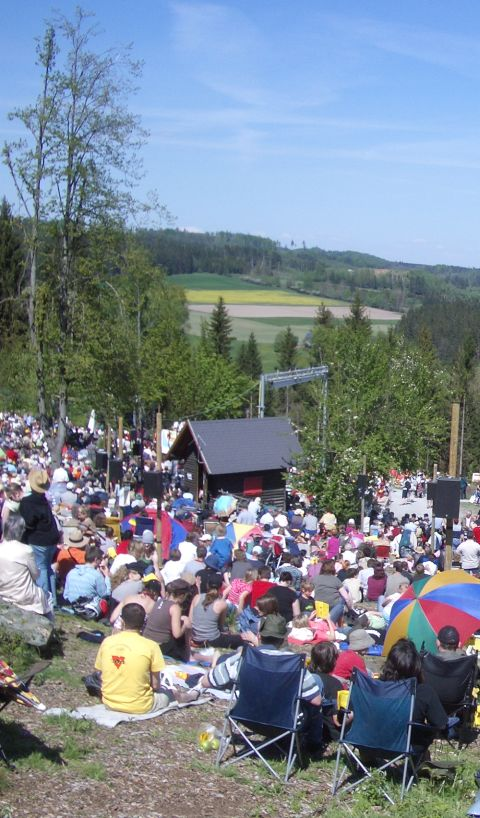
Pinksterfestival in dit dal bij Bobengrün
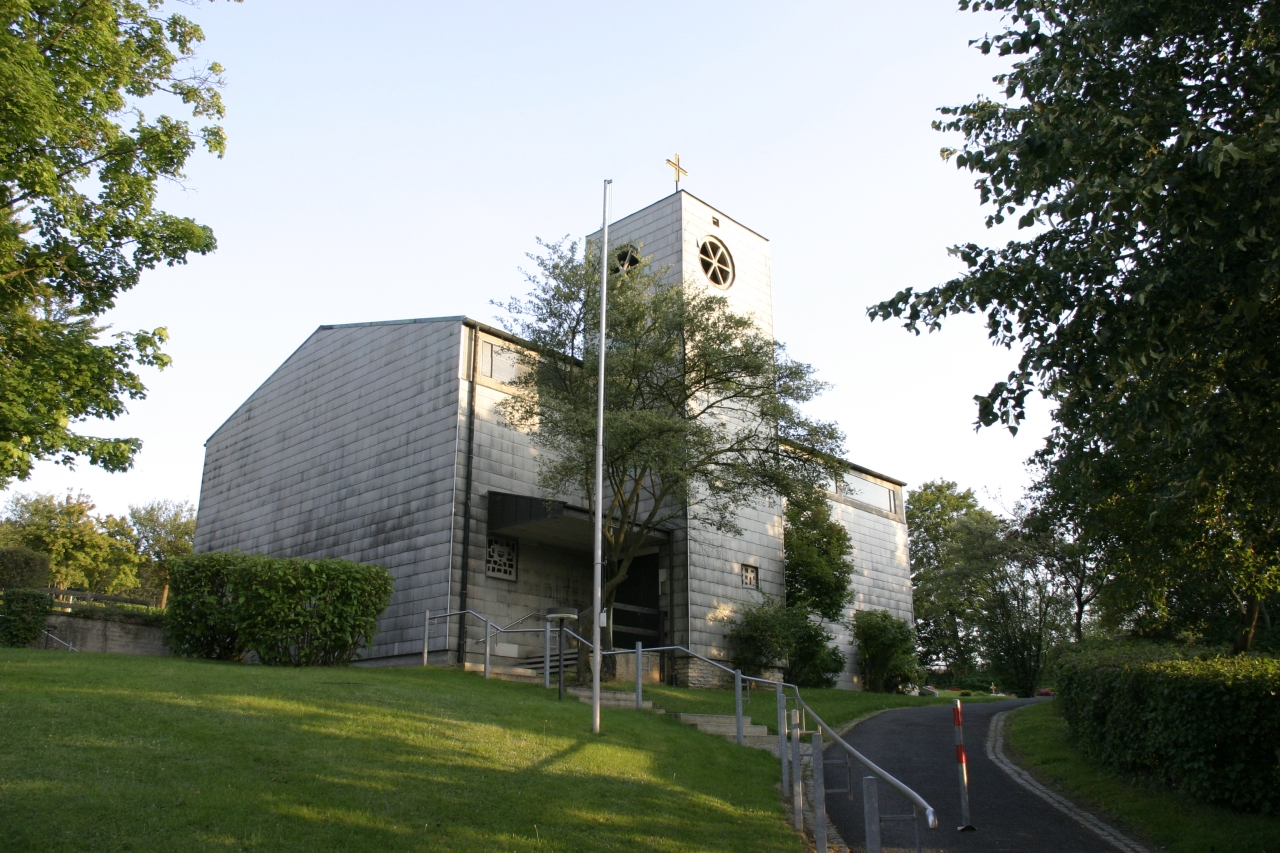
Evang.-Lutherse Pauluskerk, Bobengrün (bouwjaar 1962)